# Бургаз
Бургаз (Бургазада, тур. Burgazada или, коротко, Burgaz) или Антигони (греч. Αντιγόνη) — остров, третий по величине среди Принцевых островов в Мраморном море около Стамбула. Население около 1500 человек.

## География
Официально относится к Стамбульскому району Адалар. Представляет собой холм, имеющий 2 км в поперечнике. Площадь 1,5 км². На острове запрещено передвижение на автомобилях, за исключением служебных (полиция, скорая помощь), поэтому единственным транспортом остается гужевой. Добраться до острова можно на пароме из Стамбула. Единственной горой является пик Христа, его высота 170 метров.

## История
Деметрий I Полиоркет диадох Александра Македонского построил здесь форт и назвал остров Антигони в честь своего отца Антигона I, полководца Александра Македонского. Однако сейчас он известен как Бургазада или, коротко, Бургаз (по-турецки «форт»).

## Достопримечательности
На острове находится церковь Айя Яни, построенная в 876 году. Она неоднократно разрушалась, нынешний вид имеет после реставрации 1896 года. Также здесь находятся монастырь Христа, госпиталь святого Георгия, святой источник Аязма. Бургазский санаторий является одним из первых санаториев Стамбула, построен в 1928 году. Единственная мечеть построена в ознаменование 500-летия со дня взятия турками Константинополя в 1453 году.
На Бургазе жил знаменитый турецкий писатель и поэт Саит Фаик Абасыянык, который описывал остров в своих рассказах и стихах. Ныне в его доме располагается музей. В любимом ресторане писателя в Калпазанкайя находится его статуя со стаканом ракы, который каждый день наполняет хозяин заведения. В честь писателя названа площадь перед портом.
Первый частный зоопарк Стамбула появился на Бургазе.

## Экология
В 2003 году в результате лесного пожара сгорела значительная часть лесного массива острова.